# Следж (остров)
Следж (англ. Sledge Island) — остров в Беринговом море. Расположен в 8,5 км от юго-западного побережья полуострова Сьюард, вблизи побережья Аляски. Длина острова примерно 2,8 км, ширина — 1,5 км. Самая высокая точка острова — 11 м над уровнем моря. В административном отношении относится к зоне переписи населения Ном, штат Аляска, США.
Остров получил своё название 5 августа 1778 года от английского мореплавателя Джеймса Кука. Инуитское название острова — Аяк (Ayaaq). Является частью Аляскинского морского национального заповедника.